# Mariä Himmelfahrt (Steinbrück)

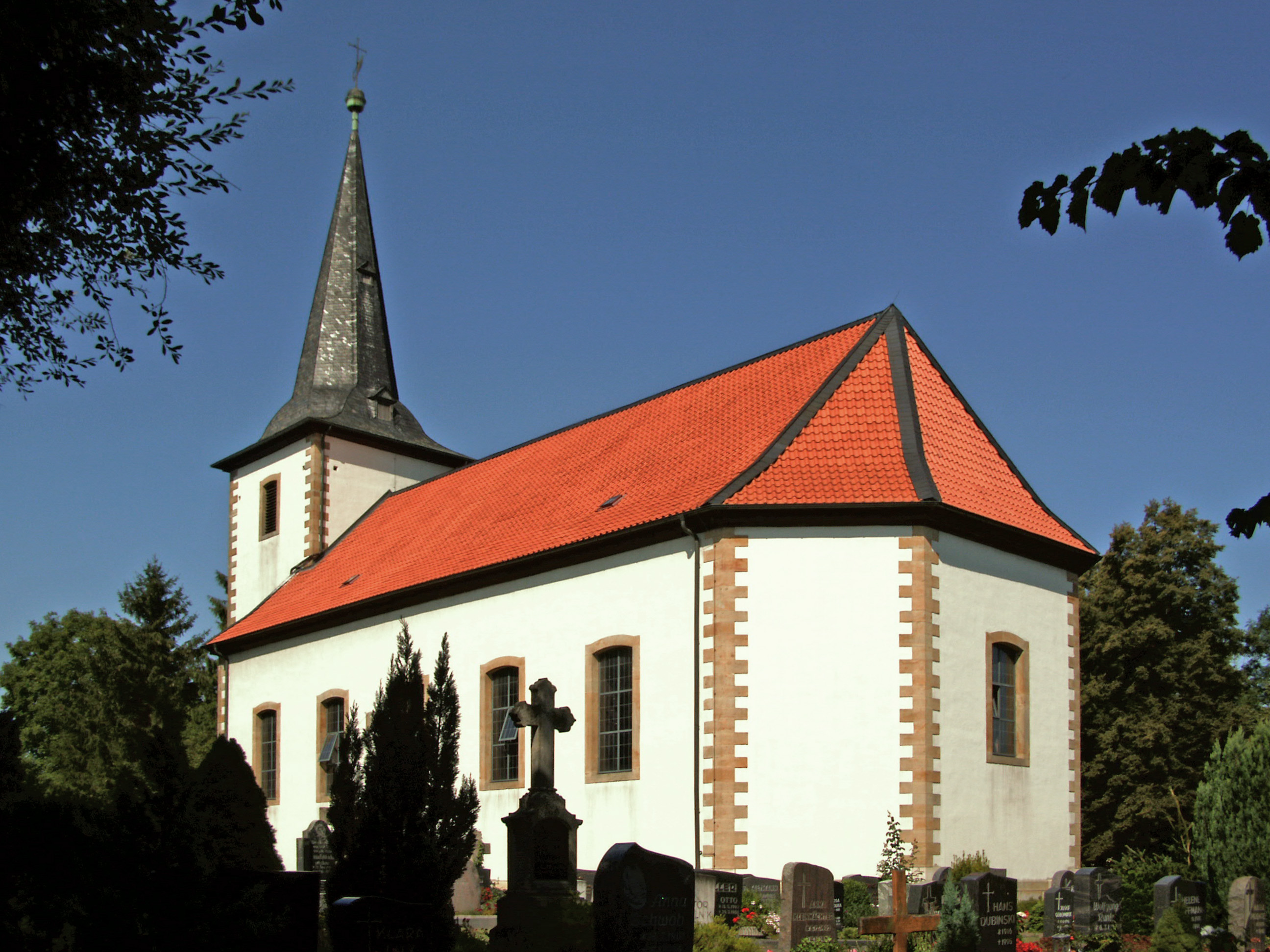
Mariä Himmelfahrt

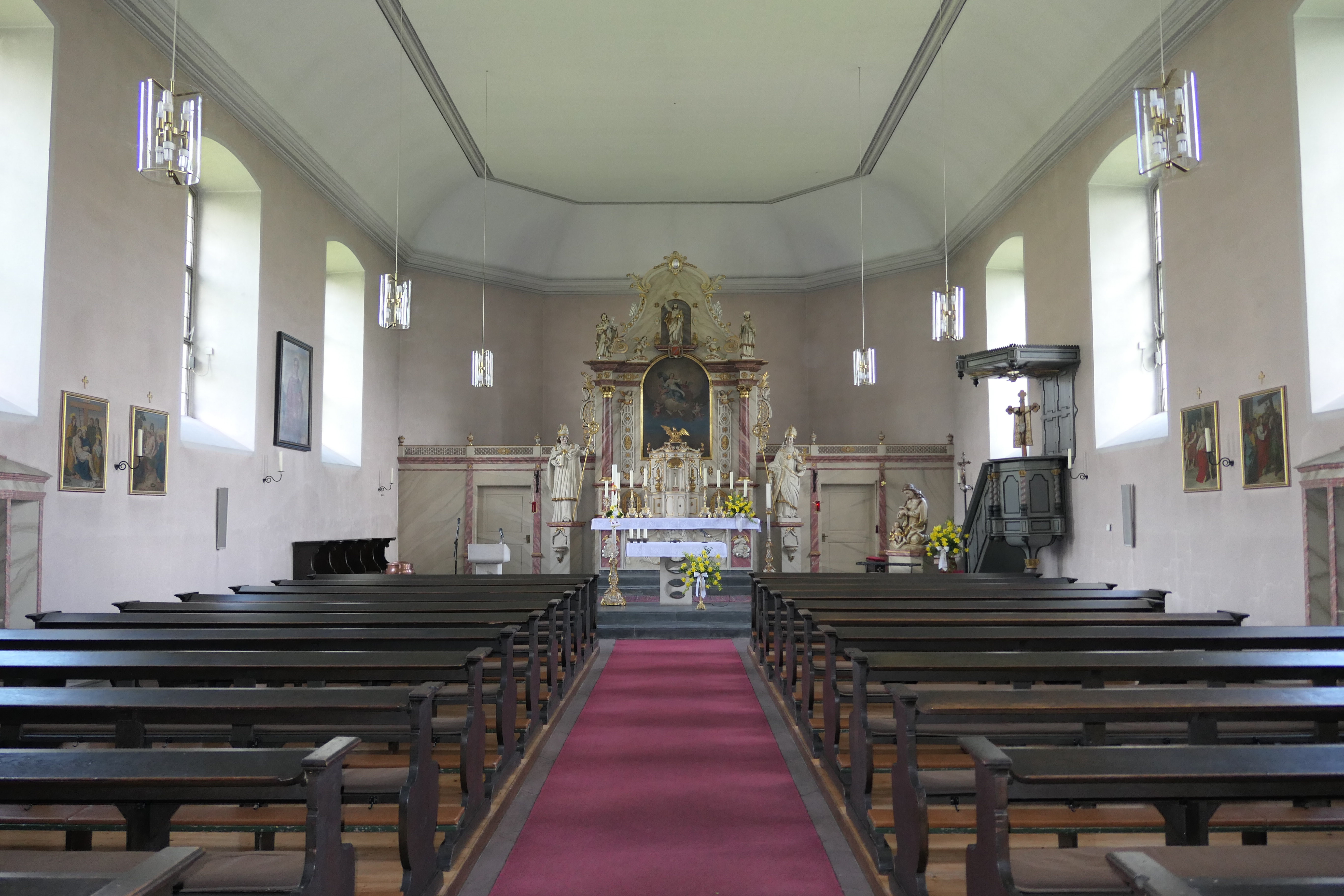
Innenansicht

Mariä Himmelfahrt ist die römisch-katholische Kirche in der Ortschaft Steinbrück der Gemeinde Söhlde im Landkreis Hildesheim.

## Geschichte
Zum Schutz gegen Einfälle in das Bistum Hildesheim und zur Sicherung der Bistumsgrenze ließ Bischof Gerhard 1367 an der Grenze zum Herzogtum Braunschweig-Lüneburg die Wasserburg Steinbrück erbauen. Anlass war die Schlacht von Dinklar in der Fehde zwischen Herzog Magnus II. von Braunschweig und seinen Verbündeten mit dem Hildesheimer Bischof Gerhard. Die Burg Steinbrück wird 16 Jahre später in einer Urkunde aus dem Jahre 1383 genannt. Das nordöstlich der Burg gelegene Dorf Klein Eggelsen wurde bald eine Wüstung, dessen Arbeitskräfte auf dem Wirtschaftshof der Burg dienstbar gemacht wurden. So entwickelte sich von der bischöflichen Burg ausgehend, die ihren Namen von der steinernen Brücke über die Fuhse erhalten hatte, das Dorf Steinbrück. Im 14. Jahrhundert wurde die Festung an das Domkapitel verpfändet. Nachdem im Jahre 1425 der Versuch von Bischof Magnus in Steinbrück eine Stadt zu gründen gescheitert war, wurde stattdessen das bis ins 19. Jahrhundert bestehende Amt Steinbrück errichtet. Das Amt trennte die neun Dörfer des Gogerichtes Eggelsen Himstedt, Hoheneggelsen-Kleineggelsen, Groß- und Klein Himstedt, Mölme, Söhlde, Garbolzum, Feldbergen und Bettrum vom Amt Peine. Im 15. Jahrhundert wurde der Amtssitz vom Domkapitel an die Ritter von Saldern verpfändet. Nach der Einlösung der Pfandsumme durch das Domkapitel kam es mit der Familie von Saldern zu einer Fehde. Dadurch gelangte die Burg Steinbrück wieder in den Besitz des Kapitels. Eine erneute Veränderung der Besitzverhältnisse trat 1521 ein, als Herzog Heinrich der Jüngere die Festung besetzte.
Mit dem Bau der Burg Steinbrück durch Bischof Gerhard war auch die Anlage einer Kapelle innerhalb des befestigten Gebäudekomplexes verbunden. Das Patronat war vermutlich an das Eigentumsrecht der Burg gebunden. 1521 gelangte das Patronatsrecht wahrscheinlich an Heinrich den Jüngeren. Zur Gemeinde gehörten die Bewohner der Feste Steinbrück im Archidiakonat Nettlingen.
1542, während des Schmalkaldischen Krieges, wurde Herzog Heinrich der Jüngere aus Steinbrück vertrieben. Unmittelbar nach der Eroberung wurde das Amt Steinbrück von der Kommission der evangelischen Bundesgenossen reformiert. Der Versuch des Herzogs, den katholischen Glauben wiederherzustellen, blieb auch nach Rückeroberung im Jahre 1547 erfolglos. Im Gegensatz zu Herzog Heinrich den Jüngeren war dessen Sohn Julius II. ein überzeugter Lutheraner, der in der Kapelle den evangelischen Gottesdienst einführte, den die Pastoren aus Hoheneggelsen und später aus Söhlde übernahmen. Erst der Sieg des katholischen Heerführers Tilly über die dänischen Truppen ermöglichte 1626 die Übergabe der Burg Steinbrück an das Domkapitel, das sofort den Jesuitenorden mit der Rekatholisierung der sich im Amt befindenden evangelischen Ortschaften beauftragte. Diese wurden aber in der Zeit von 1632 bis 1633 vom schwedischen Heer vertrieben.
Nach der Restitution im Jahre 1643 wurde der katholische Kultus in der Burgkapelle eingeführt und war somit Ausgangspunkt der katholischen Reformbewegung in den umliegenden Dörfern. 1652 bestimmte das Domkapitel die Kapelle, deren Marienpatrozinium wahrscheinlich ist, zur Kirche. Von 1652 an wurden in Steinbrück katholische Kirchenbücher geführt. Durch Urkunde vom 1. Februar 1653 wurde die Kirchengemeinde durch Fürstbischof Maximilian Heinrich zur Pfarrei erhoben. Zwei Jahre nach der Erhebung wurde der Jesuitenorden seiner Aufgaben in Steinbrück entbunden und stattdessen ein Pfarrer auf die Burg gesandt. Da die kleine Marienkapelle den Anforderungen als Pfarrkirche nicht mehr genügte, wurde 1692 ein Neubau der Kirche beschlossen. Als Übergangslösung wurde in der Burg ein Raum für den Gottesdienst ausgestattet, den der Drost Georg von Hoerde mit drei Altären ausstattete. Am 21. Juni 1786 erfolgte die Grundsteinlegung für die neue Kirche. Die Konsekration unter dem Patrozinium Mariä Himmelfahrt und Sankt Laurentius erfolgte am 11. Juli 1790 durch Weihbischof Karl Friedrich von Wendt. Das Patronatsrecht der Kirche nahm das Domkapitel, über die Säkularisation des Bistums Hildesheim hinaus, bis 1810 in Anspruch.
Mit der Zirkelordnung des Bistums Hildesheim gelangte die Pfarrei 1760 in den Peiner Zirkel. Als das Bistum 1838 durch seine Dekanatseinteilung eine neue Struktur erhielt, blieb Steinbrück im Amt Peine. Hundert Jahre später wurde die Pfarrei zum Dekanat Dinklar verlegt. Bei der Zusammenlegung der Dekanate Borsum und Dinklar im Jahre 1978 wurde sie in diesem integriert.
1972 wurde die Kirche renoviert, am 17. Dezember 1972 erfolgte die Konsekration von Ambo und Zelebrationsaltar durch Bischof Heinrich Maria Janssen. 1981 erfolgte eine Restaurierung der Orgel durch das Orgelbauunternehmen G. Christian Lobback, und von 1989 bis 1991 folgte eine weitere Sanierung der Kirche.
Am 1. September 2008 fusionierten die Kirchengemeinden St. Bernward in Groß Ilsede, St. Laurentius in Hohenhameln, St. Marien in Lengede und Mariä Himmelfahrt in Steinbrück. Sie bilden die neue Pfarrgemeinde St. Bernward in Ilsede im Dekanat Braunschweig des Bistums Hildesheim. Mariä Himmelfahrt ist eine Filialkirche von St. Bernward und heute nach St. Peter und Paul (Heiningen) und der Aegidienkirche (Braunschweig) die drittälteste Kirche im Dekanat Braunschweig.

## Architektur und Ausstattung
Die geostete Kirche befindet sich an der Kreisstraße 214 nahe dem Ortsausgang nach Söhlde, in rund 75 Meter Höhe über dem Meeresspiegel. Sie wurde von 1786 bis 1790 im Barockstil erbaut. Der Hochaltar stammt von 1790, sein Gemälde zeigt die Himmelfahrt Mariens. Darüber ist das Wappen von Franz Wilhelm von Schorlemmer, einem großen Wohltäter der Kirche, angebracht, sowie eine Statue des segnenden Christus. Oberhalb der beiden Altarsäulen zeigen weitere Statuen die heiligen Josef (links) und Johannes Nepomuk (rechts). Neben dem Altar sind große Statuen der heiligen Bischöfe Bernward und Godehard aufgestellt. In den heutigen Zelebrationsaltar von 1972 ist ein Altarstein von 1686 aus der ehemaligen Burgkapelle eingefügt. Er enthält Reliquien der heiligen Märtyrer Siplicius, Valentinus und Veneranda. Ambo und Zelebrationsaltar wurden nach Entwürfen von Hanns Joachim Klug vom Natursteinbetrieb Kernbach aus Nordstemmen aus Marmor gefertigt. Der Taufstein erhielt in den 1960er Jahren seine heutige Gestalt. Zur Innenausstattung gehören ferner eine Madonna mit Kind, vor der Opferkerzen aufgestellt werden können. Sie wurde um 1973 von Vincenzo Demetz Figlio aus St. Ulrich in Gröden nach einem Vorbild des 1960 verstorbenen Bildhauers Walter Bacher aus Brixen erstellt. Die auf Leinwand gedruckten Kreuzwegbilder stammen von 1863. Die Orgel mit 17 Registern auf zwei Manualen und Pedal wurde 1841 von Balthasar Conrad Euler erbaut.